# Congolanthus longidens
Congolanthus es un género monotípico de plantas con flores perteneciente a la familia Gentianaceae. Su única especie:  Congolanthus longidens (N.E.Br.) A.Raynal , es originaria de Gabón.

## Descripción
Es una hierba anual que alcanza un tamaño de  5-50 cm de altura, a menudo ramificada. Vástago de 4 ángulos, con crestas o alas estrechas, glabra. Hoja subsésil; lámina de 2-25 (35) x 1,3-10 (15) mm, ovadas, ovado-lanceoladas, elípticas a obovadas, convirtiéndose en lineal hacia el ápice de las ramas, subaguda a obtusas en el ápice. Flores de color rosa blanquecino, puntiforme marrón, subsésiles; pedicelo 0-1 (3) mm de largo. Tubo del cáliz 1 -2 mm. largo, lanceoladas a lineal, agudas en el ápice, membranosa hialina en el margen. Tubo de la corola de 3-5 mm de largo; lóbulos 1,5-2 mm de largo, oval, subaguda en el ápice. Cápsula de 4 x 0,75 a 1,1 mm, oblongo-cilíndrica. Semillas 0,5-0,6 mm en diámetro, subglobosas, marrón.

## Taxonomía
Congolanthus longidens fue descrita por (N.E.Br.) A.Raynal y publicado en Adansonia 8(1): 56. 1968.
Sinonimia
- Neurotheca densa De Wild.
- Neurotheca longidens N.E.Br.basónimo[3][4]